# Szupergirl
A Szupergirl (Pilot) a Supergirl című sci-fi dráma sorozat első évadának első epizódja.

## Cselekmény
|  | Alább a cselekmény részletei következnek! |

Kara Zor-El-t tizenhárom éves korában szülei elküldik a Krypton bolygóról, hogy vigyázzon az unokatestvérére, Kal-El-re, aki egy baba. Mielőtt elindulnak, Alura közli lányával, hogy a nagy sárga nap miatt a földön különleges képességei lesznek. Amint elhagyják a bolygót, az rögtön felrobban, és Karát elsodorja a Fantom zónába, ahol nem telik az idő. Végül kisodródik, és a földön köt ki, de magával hozza a Rozz erődöt, amiből kiszabadulnak a gonosz lények. Befogadja a Danvers család, és miután kiderül számára, hogy Kal-El már felnőtt, Superman lett belőle és nincs szüksége védelemre, Kara elfogadja az ajánlatot. A család megtanítja, hogy használja a képességeit, és bár a lány szeretne Superman nyomdokaiba lépni, azt gondolja, a világnak elég egy hős. A jelenben a CatCo-nál dolgozik titkárnőként. Átlagosan telnek a napjai, ám egy nap nővére veszélybe kerül, Kara felrepül, és megmenti a meghibásodott repülőgépet. Nagyon örül ennek, de nem számol Vartoxszal, aki a Rozz erődből szabadult ki, és meg akarja ölni, mivel az anyja, Alura zárta be oda. Először a lény simán leveri Karát, de a második alkalommal már többen is ott vannak, hogy bátorítsák: Winn (munkatársa a CatCo-nál), Hank (a DEO parancsnoka) és Alex. Végül Vartox megöli magát, mert nem akarja, hogy fogságba ejtsék, és kikérdezzék. A történtek után Alex megérteti Karával, hogy National Citynek is szüksége van egy hősre. A lány belemegy, és Winnel együtt választ magának egy jó hősjelmezt, amit a családja címere díszít.
|  | Itt a vége a cselekmény részletezésének! |

## Szereplők
| Karakter               | Színész           | Magyar hang         |
| ---------------------- | ----------------- | ------------------- |
| Kara Danvers/Supergirl | Melissa Benoist   | Gáspár Kata         |
| James Olsen            | Mehcad Brooks     | Nagy Dániel Viktor  |
| Alex Danvers           | Chyler Leigh      | Varga Gabriella     |
| Winn Schott            | Jeremy Jordan     | Molnár Áron         |
| Hank Henshaw           | David Harewood    | Háda János          |
| Cat Grant              | Calista Flockhart | Kisfalvi Krisztina  |
| Jeremiah Danvers       | Dean Cain         | Miller Zoltán       |
| Eliza Danvers          | Helen Slater      | Csere Ágnes         |
| Alura Zor-El/Astra     | Laura Benanti     | Horváth Lili        |
| Vartox                 | Owain Yeoman      | Barabás Kiss Zoltán |